# 騰落レシオ
騰落レシオ（とうらくレシオ）とは、罫線表の一種。

## 概要
市場の値下がり銘柄数に対する値上がり銘柄数の比率から、
市場での、買われすぎ、売られすぎ等の状態や、市場参加者の過熱感(強気、弱気)を見る指標として用いられる。
- (25日間の値上がり銘柄数の合計)÷(25日間の値下がり銘柄数の合計)×100

を計算した25日騰落レシオが、よく利用される。
- 100ポイントを大きく上回った場合は買われすぎ。強気。
- 100ポイントを大きく下回った場合は売られすぎ。弱気。

と判断する。
騰落レシオはある一定の範囲内で動くことが多く、
- 強気がピークとなったタイミングで売り
- 弱気がピークとなったタイミングで買い

の様に利用する。